# Tour de Ski 2016/2017
De Tour de Ski 2016/2017 (officieel: Viessmann FIS Tour de Ski) begon op 31 december 2016 in Val Müstair en eindigde op 8 januari 2017 in Val di Fiemme. Deze Tour de Ski maakt deel uit van de wereldbeker langlaufen 2016/2017. De Rus Sergej Oestjoegov bij de mannen en de  Noorse Heidi Weng bij de vrouwen schreven deze Tour de Ski op hun naam.

## Etappeschema
| Datum      | Plaats        | Etappe                        | Mannen                  | Vrouwen                 |
| ---------- | ------------- | ----------------------------- | ----------------------- | ----------------------- |
| 31/12/2016 | Val Müstair   | Sprint                        | 1,4 km (vrije stijl)    | 1,4 km (vrije stijl)    |
| 01/01/2017 | Val Müstair   | Massastart                    | 10 km (klassieke stijl) | 5 km (klassieke stijl)  |
| 03/01/2017 | Oberstdorf    | Skiatlon                      | 20 km (klassiek+vrij)   | 10 km (klassiek+vrij)   |
| 04/01/2017 | Oberstdorf    | Achtervolging (handicapstart) | 15 km (vrije stijl)     | 10 km (vrije stijl)     |
| 06/01/2017 | Toblach       | Intervalstart                 | 10 km (vrije stijl)     | 5 km (vrije stijl)      |
| 07/01/2017 | Val di Fiemme | Massastart                    | 15 km (klassieke stijl) | 10 km (klassieke stijl) |
| 08/01/2017 | Val di Fiemme | Achtervolging (handicapstart) | 9 km (vrije stijl)      | 9 km (vrije stijl)      |

## Wereldbekerpunten
De beste dertig van de Tour de Ski ontvangen viermaal het aantal wereldbekerpunten dat zij zouden ontvangen voor dezelfde positie tijdens een reguliere wereldbekerwedstrijd, De winnaar ontvangt 400 punten, de nummer twee 320 enzovoort. Voor een etappezege ontvangt de winnaar de helft van de punten ten opzichte van winst in een reguliere wedstrijd, voor plaats twee tot en met dertig geldt een andere verdeling dan 50% procent van de wereldbekerpunten.
| Plaats     | 1   | 2   | 3   | 4   | 5   | 6   | 7   | 8   | 9   | 10  | 11 | 12 | 13 | 14 | 15 | 16 | 17 | 18 | 19 | 20 | 21 | 22 | 23 | 24 | 25 | 26 | 27 | 28 | 29 | 30 |
| ---------- | --- | --- | --- | --- | --- | --- | --- | --- | --- | --- | -- | -- | -- | -- | -- | -- | -- | -- | -- | -- | -- | -- | -- | -- | -- | -- | -- | -- | -- | -- |
| Klassement | 400 | 320 | 240 | 200 | 180 | 160 | 144 | 128 | 116 | 104 | 96 | 88 | 80 | 72 | 64 | 60 | 56 | 52 | 48 | 44 | 40 | 36 | 32 | 28 | 24 | 20 | 16 | 12 | 8  | 4  |
| Etappes    | 50  | 46  | 43  | 40  | 37  | 34  | 32  | 30  | 28  | 26  | 24 | 22 | 20 | 18 | 16 | 15 | 14 | 13 | 12 | 11 | 10 | 9  | 8  | 7  | 6  | 5  | 4  | 3  | 2  | 1  |

## Klassementen

### Algemeen klassement
| Mannen | Mannen                 | Mannen | Mannen    |
| #      | Naam                   | Land   | Tijd      |
| ------ | ---------------------- | ------ | --------- |
| 1      | Sergej Oestjoegov      | RUS    | 3:24.47,9 |
| 2      | Martin Johnsrud Sundby | NOR    | + 1.02,9  |
| 3      | Dario Cologna          | SUI    | + 1.19,1  |
| 4      | Maurice Manificat      | FRA    | + 1.26,9  |
| 5      | Matti Heikkinen        | FIN    | + 1.31,3  |
| 6      | Marcus Hellner         | SWE    | + 2.05,8  |
| 7      | Alex Harvey            | CAN    | + 2.39,7  |
| 8      | Simen Hegstad Krüger   | NOR    | + 3.27,2  |
| 9      | Hans Christer Holund   | NOR    | + 3.50,4  |
| 10     | Niklas Dyrhaug         | NOR    | + 4.24,9  |

| Vrouwen | Vrouwen                  | Vrouwen | Vrouwen   |
| #       | Naam                     | Land    | Tijd      |
| ------- | ------------------------ | ------- | --------- |
| 1       | Heidi Weng               | NOR     | 2:27.39,4 |
| 2       | Krista Pärmäkoski        | FIN     | + 1.37,0  |
| 3       | Stina Nilsson            | SWE     | + 1.54,4  |
| 4       | Ingvild Flugstad Østberg | NOR     | + 2.04,3  |
| 5       | Jessica Diggins          | USA     | + 3.09,0  |
| 6       | Kerttu Niskanen          | FIN     | + 4.18,2  |
| 7       | Anne Kyllönen            | FIN     | + 4.27,7  |
| 8       | Natalie Von Siebenthal   | SUI     | + 4.39,5  |
| 9       | Teresa Stadlober         | AUT     | + 4.44,1  |
| 10      | Joelia Tsjekaleva        | RUS     | + 4.58,7  |

### Sprintklassement
| Mannen | Mannen                 | Mannen | Mannen |
| #      | Naam                   | Land   | Tijd   |
| ------ | ---------------------- | ------ | ------ |
| 1      | Sergej Oestjoegov      | RUS    | 160 s  |
| 2      | Martin Johnsrud Sundby | NOR    | 138 s  |
| 3      | Alex Harvey            | CAN    | 87 s   |
| 4      | Dario Cologna          | SUI    | 62 s   |
| 5      | Andrej Larkov          | RUS    | 46 s   |
| 6      | Marcus Hellner         | SWE    | 44 s   |
| 7      | Thomas Bing            | GER    | 38 s   |
| 8      | Maurice Manificat      | FRA    | 37 s   |
| 9      | Didrik Tønseth         | NOR    | 35 s   |
| 10     | Andrew Musgrave        | GBR    | 34 s   |

| Vrouwen | Vrouwen                  | Vrouwen | Vrouwen |
| #       | Naam                     | Land    | Tijd    |
| ------- | ------------------------ | ------- | ------- |
| 1       | Stina Nilsson            | SWE     | 142 s   |
| 2       | Heidi Weng               | NOR     | 107 s   |
| 3       | Ingvild Flugstad Østberg | NOR     | 95 s    |
| 4       | Krista Pärmäkoski        | FIN     | 78 s    |
| 5       | Jessica Diggins          | USA     | 74 s    |
| 6       | Kathrine Rolsted Harsem  | NOR     | 64 s    |
| 7       | Evelina Settlin          | SWE     | 16 s    |
| 8       | Anne Kyllönen            | FIN     | 14 s    |
| 9       | Charlotte Kalla          | SWE     | 14 s    |
| 10      | Ilaria Debertolis        | ITA     | 14 s    |

## Etappes

### Etappe 1
| Mannen | Mannen                 | Mannen | Mannen |
| #      | Naam                   | Land   |        |
| ------ | ---------------------- | ------ | ------ |
| 1      | Sergej Oestjoegov      | RUS    |        |
| 2      | Federico Pellegrino    | ITA    |        |
| 3      | Finn Hågen Krogh       | NOR    |        |
| 4      | Martin Johnsrud Sundby | NOR    |        |
| 5      | Lucas Chanavat         | FRA    |        |
| 6      | Alex Harvey            | CAN    |        |
| 7      | Andrej Larkov          | RUS    |        |
| 8      | Thomas Bing            | GER    |        |
| 9      | Emil Iversen           | NOR    |        |
| 10     | Andrew Musgrave        | GBR    |        |

| Vrouwen | Vrouwen                  | Vrouwen | Vrouwen |
| #       | Naam                     | Land    |         |
| ------- | ------------------------ | ------- | ------- |
| 1       | Stina Nilsson            | SWE     |         |
| 2       | Maiken Caspersen Falla   | NOR     |         |
| 3       | Heidi Weng               | NOR     |         |
| 4       | Kathrine Rolsted Harsem  | NOR     |         |
| 5       | Laurien van der Graaff   | SUI     |         |
| 6       | Jessica Diggins          | USA     |         |
| 7       | Ingvild Flugstad Østberg | NOR     |         |
| 8       | Sandra Ringwald          | GER     |         |
| 9       | Hanna Kolb               | GER     |         |
| 10      | Krista Pärmäkoski        | FIN     |         |

### Etappe 2
| Mannen | Mannen                 | Mannen | Mannen  |
| #      | Naam                   | Land   | Tijd    |
| ------ | ---------------------- | ------ | ------- |
| 1      | Sergej Oestjoegov      | RUS    | 24.50,0 |
| 2      | Martin Johnsrud Sundby | NOR    | + 1,9   |
| 3      | Didrik Tønseth         | NOR    | + 2,3   |
| 4      | Sjur Røthe             | NOR    | + 3,3   |
| 5      | Dario Cologna          | SUI    | + 5,5   |
| 6      | Matti Heikkinen        | FIN    | + 5,6   |
| 7      | Marcus Hellner         | SWE    | + 6,0   |
| 8      | Alex Harvey            | CAN    | + 7,0   |
| 9      | Iivo Niskanen          | FIN    | + 7,0   |
| 10     | Simen Hegstad Krüger   | NOR    | + 7,3   |

| Vrouwen | Vrouwen                  | Vrouwen | Vrouwen |
| #       | Naam                     | Land    | Tijd    |
| ------- | ------------------------ | ------- | ------- |
| 1       | Ingvild Flugstad Østberg | NOR     | 13.21,2 |
| 2       | Heidi Weng               | NOR     | + 7,0   |
| 3       | Krista Pärmäkoski        | FIN     | + 11,4  |
| 4       | Nadine Fähndrich         | SUI     | + 24,6  |
| 5       | Stina Nilsson            | SWE     | + 25,1  |
| 6       | Anne Kyllönen            | FIN     | + 26,0  |
| 7       | Kathrine Rolsted Harsem  | NOR     | + 28,1  |
| 8       | Jessica Diggins          | USA     | + 32,6  |
| 9       | Laura Mononen            | FIN     | + 33,5  |
| 10      | Laurien van der Graaff   | SUI     | + 35,3  |

### Etappe 3
| Mannen | Mannen                 | Mannen | Mannen  |
| #      | Naam                   | Land   | Tijd    |
| ------ | ---------------------- | ------ | ------- |
| 1      | Sergej Oestjoegov      | RUS    | 48.40,4 |
| 2      | Martin Johnsrud Sundby | NOR    | + 0,6   |
| 3      | Dario Cologna          | SUI    | + 1,0   |
| 4      | Alex Harvey            | CAN    | + 2,7   |
| 5      | Marcus Hellner         | SWE    | + 3,6   |
| 6      | Simen Hegstad Krüger   | NOR    | + 3,8   |
| 7      | Matti Heikkinen        | FIN    | + 5,9   |
| 8      | Maurice Manificat      | FRA    | + 6,5   |
| 9      | Jean-Marc Gaillard     | FRA    | + 6,9   |
| 10     | Devon Kershaw          | CAN    | + 7,4   |

| Vrouwen | Vrouwen                | Vrouwen | Vrouwen |
| #       | Naam                   | Land    | Tijd    |
| ------- | ---------------------- | ------- | ------- |
| 1       | Stina Nilsson          | SWE     | 27.23,8 |
| 2       | Jessica Diggins        | USA     | + 0,2   |
| 3       | Heidi Weng             | NOR     | + 1,5   |
| 4       | Maiken Caspersen Falla | NOR     | + 3,3   |
| 5       | Sadie Bjornsen         | USA     | + 8,1   |
| 6       | Nicole Fessel          | GER     | + 8,1   |
| 7       | Krista Pärmäkoski      | FIN     | + 8,5   |
| 8       | Charlotte Kalla        | SWE     | + 8,8   |
| 9       | Anne Kyllönen          | FIN     | + 11,8  |
| 10      | Joelia Tsjekaleva      | RUS     | + 12,8  |

### Etappe 4
| Mannen | Mannen                 | Mannen | Mannen   |
| #      | Naam                   | Land   | Tijd     |
| ------ | ---------------------- | ------ | -------- |
| 1      | Sergej Oestjoegov      | RUS    | 37.58,5  |
| 2      | Martin Johnsrud Sundby | NOR    | + 37,2   |
| 3      | Alex Harvey            | CAN    | + 1.08,8 |
| 4      | Dario Cologna          | SUI    | + 1.09,6 |
| 5      | Matti Heikkinen        | FIN    | + 1.45,0 |
| 6      | Marcus Hellner         | SWE    | + 1.47,6 |
| 7      | Didrik Tønseth         | NOR    | + 1.47,6 |
| 8      | Simen Hegstad Krüger   | NOR    | + 1.52,4 |
| 9      | Maurice Manificat      | FRA    | + 1.54,1 |
| 10     | Andrew Musgrave        | GBR    | + 3.15,5 |

| Vrouwen | Vrouwen                  | Vrouwen | Vrouwen  |
| #       | Naam                     | Land    | Tijd     |
| ------- | ------------------------ | ------- | -------- |
| 1       | Stina Nilsson            | SWE     | 27.42,7  |
| 2       | Heidi Weng               | NOR     | + 1,7    |
| 3       | Ingvild Flugstad Østberg | NOR     | + 1,8    |
| 4       | Krista Pärmäkoski        | FIN     | + 42,4   |
| 5       | Jessica Diggins          | USA     | + 1.47,5 |
| 6       | Nicole Fessel            | GER     | + 2.39,1 |
| 7       | Natalie Von Siebenthal   | SUI     | + 2.40,2 |
| 8       | Joelia Tsjekaleva        | RUS     | + 2.40,3 |
| 9       | Kathrine Rolsted Harsem  | NOR     | + 3.08,8 |
| 10      | Kikkan Randall           | USA     | + 3.15,5 |

### Etappe 5
| Mannen | Mannen               | Mannen | Mannen  |
| #      | Naam                 | Land   | Tijd    |
| ------ | -------------------- | ------ | ------- |
| 1      | Sergej Oestjoegov    | RUS    | 21.47,9 |
| 2      | Maurice Manificat    | FRA    | + 0,4   |
| 3      | Simen Hegstad Krüger | NOR    | + 16,6  |
| 4      | Matti Heikkinen      | FIN    | + 17,3  |
| 5      | Marcus Hellner       | SWE    | + 25,8  |
| 6      | Didrik Tønseth       | NOR    | + 27,2  |
| 7      | Dario Cologna        | SUI    | + 27,9  |
| 8      | Clément Parisse      | FRA    | + 29,6  |
| 9      | Francesco De Fabiani | ITA    | + 29,8  |
| 10     | Jean-Marc Gaillard   | FRA    | + 31,9  |

| Vrouwen | Vrouwen                  | Vrouwen | Vrouwen |
| #       | Naam                     | Land    | Tijd    |
| ------- | ------------------------ | ------- | ------- |
| 1       | Jessica Diggins          | USA     | 12.45,6 |
| 2       | Krista Pärmäkoski        | FIN     | + 13,6  |
| 3       | Sadie Bjornsen           | USA     | + 14,6  |
| 4       | Charlotte Kalla          | SWE     | + 14,9  |
| 5       | Heidi Weng               | NOR     | + 17,5  |
| 6       | Kerttu Niskanen          | FIN     | + 18,0  |
| 7       | Natalie Von Siebenthal   | SUI     | + 20,5  |
| 8       | Ingvild Flugstad Østberg | NOR     | + 23,5  |
| 9       | Kathrine Rolsted Harsem  | NOR     | + 25,3  |
| 10      | Joelia Tsjekaleva        | RUS     | + 26,3  |

### Etappe 6
| Mannen | Mannen                 | Mannen | Mannen  |
| #      | Naam                   | Land   | Tijd    |
| ------ | ---------------------- | ------ | ------- |
| 1      | Martin Johnsrud Sundby | NOR    | 40.40,0 |
| 2      | Sergej Oestjoegov      | RUS    | + 2,2   |
| 3      | Matti Heikkinen        | FIN    | + 2,8   |
| 4      | Francesco De Fabiani   | ITA    | + 3,2   |
| 5      | Andrej Larkov          | RUS    | + 3,3   |
| 6      | Niklas Dyrhaug         | NOR    | + 3,5   |
| 7      | Dario Cologna          | SUI    | + 3,8   |
| 8      | Aleksandr Bessmertnych | RUS    | + 3,9   |
| 9      | Hans Christer Holund   | NOR    | + 9,9   |
| 10     | Marcus Hellner         | SWE    | + 10,3  |

| Vrouwen | Vrouwen                | Vrouwen | Vrouwen |
| #       | Naam                   | Land    | Tijd    |
| ------- | ---------------------- | ------- | ------- |
| 1       | Stina Nilsson          | SWE     | 30.20,8 |
| 2       | Anne Kyllönen          | FIN     | + 3,0   |
| 3       | Charlotte Kalla        | SWE     | + 3,7   |
| 4       | Krista Pärmäkoski      | FIN     | + 9,4   |
| 5       | Teresa Stadlober       | AUT     | + 10,1  |
| 6       | Joelia Tsjekaleva      | RUS     | + 10,5  |
| 7       | Heidi Weng             | NOR     | + 17,5  |
| 8       | Jessica Diggins        | USA     | + 19,5  |
| 9       | Kerttu Niskanen        | FIN     | + 19,8  |
| 10      | Natalie Von Siebenthal | SUI     | + 25,2  |

### Etappe 7
| Mannen | Mannen                 | Mannen | Mannen  |
| #      | Naam                   | Land   | Tijd    |
| ------ | ---------------------- | ------ | ------- |
| 1      | Maurice Manificat      | FRA    | 29.20,0 |
| 2      | Matti Heikkinen        | FIN    | + 6,1   |
| 3      | Hans Christer Holund   | NOR    | + 15,8  |
| 4      | Marcus Hellner         | SWE    | + 19,0  |
| 5      | Dario Cologna          | SUI    | + 22,7  |
| 6      | Aleksandr Bessmertnych | RUS    | + 37,5  |
| 7      | Sjur Røthe             | NOR    | + 41,6  |
| 8      | Simen Hegstad Krüger   | NOR    | + 43,6  |
| 9      | Jens Burman            | SWE    | + 53,8  |
| 10     | Niklas Dyrhaug         | NOR    | + 56,0  |

| Vrouwen | Vrouwen                  | Vrouwen | Vrouwen  |
| #       | Naam                     | Land    | Tijd     |
| ------- | ------------------------ | ------- | -------- |
| 1       | Heidi Weng               | NOR     | 33.34,3  |
| 2       | Elizabeth Stephen        | USA     | + 38,2   |
| 3       | Kerttu Niskanen          | FIN     | + 46,0   |
| 4       | Teresa Stadlober         | AUT     | + 49,7   |
| 5       | Anne Kyllönen            | FIN     | + 1.00,1 |
| 6       | Ingvild Flugstad Østberg | NOR     | + 1.00,2 |
| 7       | Krista Pärmäkoski        | FIN     | + 1.02,3 |
| 8       | Laura Mononen            | FIN     | + 1.16,0 |
| 9       | Stefanie Böhler          | GER     | + 1.23,2 |
| 10      | Natalie Von Siebenthal   | SUI     | + 1.28,3 |

## Klassementsleiders na elke etappe
| Etappe | Mannen              | Mannen            | Vrouwen                  | Vrouwen          |
| Etappe | Algemeen klassement | Puntenklassement  | Algemeen klassement      | Puntenklassement |
| ------ | ------------------- | ----------------- | ------------------------ | ---------------- |
| 1      | Sergej Oestjoegov   | Sergej Oestjoegov | Stina Nilsson            | Stina Nilsson    |
| 2      | Sergej Oestjoegov   | Sergej Oestjoegov | Ingvild Flugstad Østberg | Heidi Weng       |
| 3      | Sergej Oestjoegov   | Sergej Oestjoegov | Stina Nilsson            | Stina Nilsson    |
| 4      | Sergej Oestjoegov   | Sergej Oestjoegov | Stina Nilsson            | Stina Nilsson    |
| 5      | Sergej Oestjoegov   | Sergej Oestjoegov | Heidi Weng               | Stina Nilsson    |
| 6      | Sergej Oestjoegov   | Sergej Oestjoegov | Stina Nilsson            | Stina Nilsson    |
| 7      | Sergej Oestjoegov   | Sergej Oestjoegov | Heidi Weng               | Stina Nilsson    |